# Tuenda
Tuenda es un grupo de música tradicional asturiana.

## Historia
El grupo lo formaron en el año 2003 Elías García, bouzouki y cofundador de Llan de Cubel; Pepín de Muñalén, flautista de La Bandina'l Tombo y Xosé Ambás cantante de N'Arba.
Han participado en el Festival Intercéltico de Lorient (2006 y 2013) y en el Festival Intercéltico de Avilés y Comarca (2007).
En 2019 falleció Elías García, uno de sus componentes.

## Estilo
El grupo se dedica a rescatar la tradición oral y etnográfica de Asturias. De esta forma, la mayoría de las composiciones presentes en sus discos provienen del repertorio oral asturiano. Gran parte del mismo está extraído del archivo que conserva Xosé Ambás. Algunos críticos consideraron a Tuenda como «el mejor grupo joven de folk del Arco Atlántico», por su sonoridad y repertorio.

## Discografía
- Tuenda (2006).
- Tuenda 2 (2008).
- Tuenda 3 (2011).